# دايان بيريس دا روشا
دايان بيريس دا روشا (بالبرتغالية: Dayane Brasiliera Pires da Rocha‏) مواليد 24 مارس 1991، هي لاعبة كرة يد برازيلية تلعب كجناح أيسر. مثلت منتخب البرازيل لكرة اليد للسيدات. شاركت في الألعاب الأولمبية الصيفية 2012.